# Stoianka, Kiev-Sveatoșîn
Stoianka (în ucraineană Стоянка) este un sat în comuna Horenîci din raionul Kiev-Sveatoșîn, regiunea Kiev, Ucraina.

## Demografie
Componența lingvistică a localității Stoianka
     Ucraineană (95,56%)
     Rusă (4,2%)
     Alte limbi (0,25%)
Conform recensământului din 2001, majoritatea populației localității Stoianka era vorbitoare de ucraineană (95,56%), existând în minoritate și vorbitori de rusă (4,2%).

## Legături externe
- pl Stojanka, chutor na lewym brzegu Irpienia în Dicționarul geografic al Regatului Poloniei și al altor țări slave, volum XI (Sochaczew — Szlubowska Wola) 1890